# Michael Matt
Michael Matt (* 13. Mai 1993 in Bludenz, Vorarlberg) ist ein österreichischer Skirennläufer. Seine Spezialdisziplin ist der Slalom. Er ist der jüngere Bruder des ehemaligen Skirennläufers Mario Matt und des früheren Skicrossers Andreas Matt.

## Biografie
Matt stammt aus Flirsch im Westen Tirols. Im Jahr 2001 überlebte er ein Lawinenunglück, bei dem er verschüttet worden war. Nach Erreichen der Alterslimite von 15 Jahren nahm er im Dezember 2009 erstmals an FIS-Rennen teil. In den ersten Wintern startete er in allen Disziplinen, wobei noch keine nennenswerten Erfolge zu verzeichnen waren. Ab der Saison 2011/12 begann er sich allmählich auf Slalom und Riesenslalom zu spezialisieren, im Dezember 2011 kam er zu ersten Einsätzen in Europacup-Rennen. Sowohl 2012 als auch 2013 wurde er österreichischer Slalom-Juniorenmeister.
Matt debütierte am 17. November 2013 im Weltcup Slalom von Levi, wo er den ersten Durchgang nicht beenden konnte. Im Laufe des Winters 2013/14 kamen regelmäßige Weltcupeinsätze hinzu, wobei er entweder ausschied oder den zweiten Lauf nicht erreichte. Am 17. Jänner 2015 erzielte er mit Startnummer 63 beim Lauberhornslalom in Wengen den 16. Platz und gewann damit erstmals Weltcuppunkte. Der erste Europacup-Podestplatz folgte am 16. März 2015 mit Platz 2 im Slalom von Kranjska Gora. Am 14. Februar 2016 überraschte er im Weltcupslalom von Naeba mit dem sechsten Platz, am 13. November 2016 fuhr er mit einem 2. Platz im finnischen Levi erstmals auf das Podest eines Slalomrennens. Im Februar 2017 nahm er an den Alpinen Skiweltmeisterschaften in St. Moritz teil und erreichte Platz 8 im Slalom, wobei er nach dem ersten Lauf Rang 3 belegt hatte. Der erste Sieg in einem Weltcup-Slalom gelang Matt am 5. März in Kranjska Gora; er lag nach dem ersten Lauf mit 1,15 s Rückstand auf den führenden Stefano Gross an zweiter Stelle, konnte diesen aber noch um 0,30 s bezwingen.
Bei den Olympischen Winterspielen 2018 in Pyeongchang gewann Matt die Bronzemedaille im Slalom, nachdem er nach dem ersten Lauf nur auf Platz 12 gelegen war. Bemerkenswert ist, dass dadurch die Familie Matt bei Olympischen Spielen einen kompletten Medaillensatz erringen konnte: Bruder Mario gewann 2014 in Sotschi Gold im Slalom, Bruder Andreas 2010 in Vancouver Silber im Skicross. Im erstmals bei Olympischen Winterspielen ausgetragenen Mannschaftswettbewerb gewann Matt im österreichischen Mixed-Team am 24. Februar zusammen mit Stephanie Brunner, Manuel Feller, Katharina Liensberger, Katharina Gallhuber und Marco Schwarz mit der Silbermedaille hinter dem Schweizer Team seine zweite Medaille in Pyeongchang. Zwei weitere Silbermedaillen gewann Matt bei den Weltmeisterschaften 2019 in Åre, mit der Mannschaft und im Slalom. Nachdem er zu Beginn der Saison 2021/22 mit einem Formtief zu kämpfen hatte und erst nach einem fünften Platz beim Slalom von Kitzbühel für die Olympischen Winterspiele 2022 nominiert wurde, gewann er dort gemeinsam mit Johannes Strolz, Stefan Brennsteiner, Katharina Liensberger, Katharina Truppe und Katharina Huber die Goldmedaille im Mannschaftswettbewerb, wobei er wie Huber ohne Einsatz blieb. 2023/24 landete er im ersten Slalom der neuen Saison als Drittplatzierter gemeinsam mit seinen Teamkollegen Manuel Feller und Marco Schwarz auf dem Podest.

## Privates
Im März 2023 gab Matt die Geburt seiner ersten Tochter bekannt.

## Erfolge

### Olympische Spiele
- Pyeongchang 2018: 2. Mannschaftswettbewerb, 3. Slalom
- Peking 2022: 1. Mannschaftswettbewerb

### Weltmeisterschaften
- St. Moritz 2017: 8. Slalom
- Åre 2019: 2. Mannschaftswettbewerb, 2. Slalom
- Cortina d’Ampezzo 2021: 9. Slalom

### Weltcup
- 8 Podestplätze, davon 1 Sieg:

| Datum        | Ort           | Land      | Disziplin |
| ------------ | ------------- | --------- | --------- |
| 5. März 2017 | Kranjska Gora | Slowenien | Slalom    |

### Weltcupwertungen
| Saison  | Gesamt | Gesamt | Riesenslalom | Riesenslalom | Slalom | Slalom | Parallel | Parallel |
| Saison  | Platz  | Punkte | Platz        | Punkte       | Platz  | Punkte | Platz    | Punkte   |
| ------- | ------ | ------ | ------------ | ------------ | ------ | ------ | -------- | -------- |
| 2014/15 | 124.   | 15     | –            | –            | 42.    | 15     | –        | –        |
| 2015/16 | 84.    | 81     | –            | –            | 27.    | 81     | –        | –        |
| 2016/17 | 18.    | 382    | –            | –            | 5.     | 382    | –        | –        |
| 2017/18 | 19.    | 394    | 54.          | 6            | 4.     | 388    | –        | –        |
| 2018/19 | 31.    | 288    | –            | –            | 11.    | 288    | –        | –        |
| 2019/20 | 38.    | 192    | –            | –            | 9.     | 182    | 34.      | 10       |
| 2020/21 | 35.    | 229    | –            | –            | 11.    | 228    | 30.      | 1        |
| 2021/22 | 50.    | 181    | –            | –            | 17.    | 181    | –        | –        |
| 2022/23 | 79.    | 72     | –            | –            | 28.    | 72     | –        | –        |
| 2023/24 | 57.    | 129    | –            | –            | 21.    | 129    | –        | –        |
| 2024/25 | 68.    | 105    | –            | –            | 25.    | 105    | –        | –        |

### Europacup
- 2 Podestplätze

### Juniorenweltmeisterschaften
- Québec 2013: 20. Super-G, 20. Riesenslalom, 21. Abfahrt
- Jasná 2014: 8. Super-Kombination, 9. Riesenslalom, 15. Super-G, 31. Abfahrt

### Weitere Erfolge
- 1 österreichischer Meistertitel (Slalom 2018)
- 2 Podestplätze im Nor-Am Cup, davon 1 Sieg
- 2 Siege in FIS-Rennen
- 2 österreichische Juniorenmeistertitel (Slalom 2012 und 2013)